# Touche de commande
Cette page contient des caractères spéciaux ou non latins. S’ils s’affichent mal (▯, ?, etc.), consultez la page d’aide Unicode.
Pour les articles homonymes, voir commande, pomme et cmd.

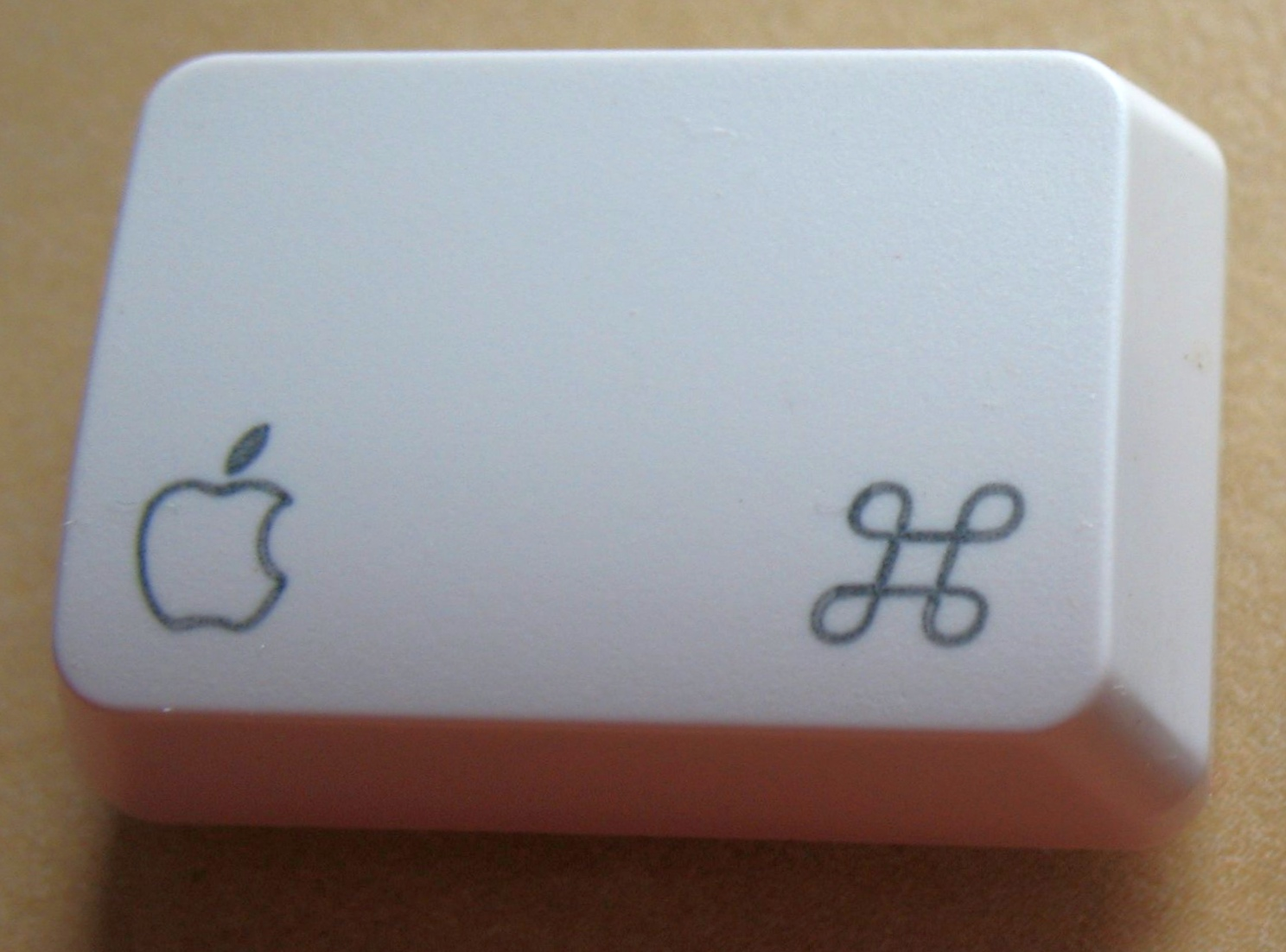
Ancienne touche commande d’Apple

La touche de commande, longtemps appelée « Pomme »,, est une des touches spéciales d’un clavier d'ordinateur Macintosh. Elle sert de préfixe à d’autres touches, pour construire les raccourcis clavier les plus importants. 
Par exemple :
- Cmd + Q pour Quitter ;
- Cmd + C pour Copier ;
- Cmd + X pour Couper.

Elle peut aussi être utilisée conjointement avec les autres touches spéciales que sont la touche d'option ⌥, la touche contrôle Ctrl et la touche majuscule ⇧.

Le symbole ⌘ sur le panneau de signalisation indiquant un site touristique remarquable en Suède.

Le pictogramme ⌘ (Unicode 2318), parfois appelé « Gordon loop » ou « pretzel », a été dessiné par Susan Kare lors de la création du premier Macintosh, et s’inspire du symbole figurant sur le panneau routier indiquant les lieux d’intérêt historique et touristique en Suède « Sevärdhet », en Norvège, en Finlande et en Islande.
Le symbole U+F8FF (Unicode F8FF) a figuré sur la touche commande des claviers fabriqués par Apple depuis la création du Macintosh jusqu’en 2007, pendant plus de 20 ans. Cette longue présence explique que des utilisateurs puissent encore dire, par exemple, Pomme C (pour copier) au lieu de Commande C (Pomme C est ainsi le nom qu’a donné le chanteur Calogero à son album paru en 2007).
Depuis la sortie en 2007 du premier clavier sur plaque d’aluminium, le modèle A1243, la pomme a été remplacée par cmd en Europe et command aux États‑Unis.
Lorsqu’un clavier Windows est utilisé, c’est la touche logo qui joue le rôle de la touche commande.